# Heinrich Kwiatkowski
Heinrich Heinz Kwiatkowski (ur. 16 lipca 1926 w Gelsenkirchen, zm. 23 maja 2008 w Dortmundzie) – niemiecki piłkarz, bramkarz. Mistrz świata z roku 1954.
W reprezentacji Niemiec zagrał tylko 4 razy, jednak dwa z tych spotkań miały miejsce podczas finałów mistrzostw świata. Debiutował 20 czerwca 1954 w meczu grupowym MŚ 54 z Węgrami. Niemcy zagrali wówczas w rezerwowym składzie i przegrali 3:8, a Kwiatkowski zastąpił w bramce Toniego Turka. Cztery lata później, podczas MŚ 58 zagrał w przegranym 3:6 meczu o trzecie miejsce z Francją. Był to jego ostatni występ w kadrze. Przez wiele lat związany z Borussią Dortmund. Grał też w FC Schalke 04 i Rot-Weiss Essen.